# Saint-Ours, Puy-de-Dôme

Saint-Ours este o comună în departamentul Puy-de-Dôme, Franța. În 1 ianuarie 2022 avea o populație de 1.691 de locuitori.